# Magellan
Magellan ou Magalhães foi uma sonda espacial da NASA. Foi lançada em 4 de maio de 1989 na direção de Vênus, onde chegou a 10 de Agosto de 1990. Seu nome é em homenagem ao navegador português Fernão de Magalhães.

## Missão

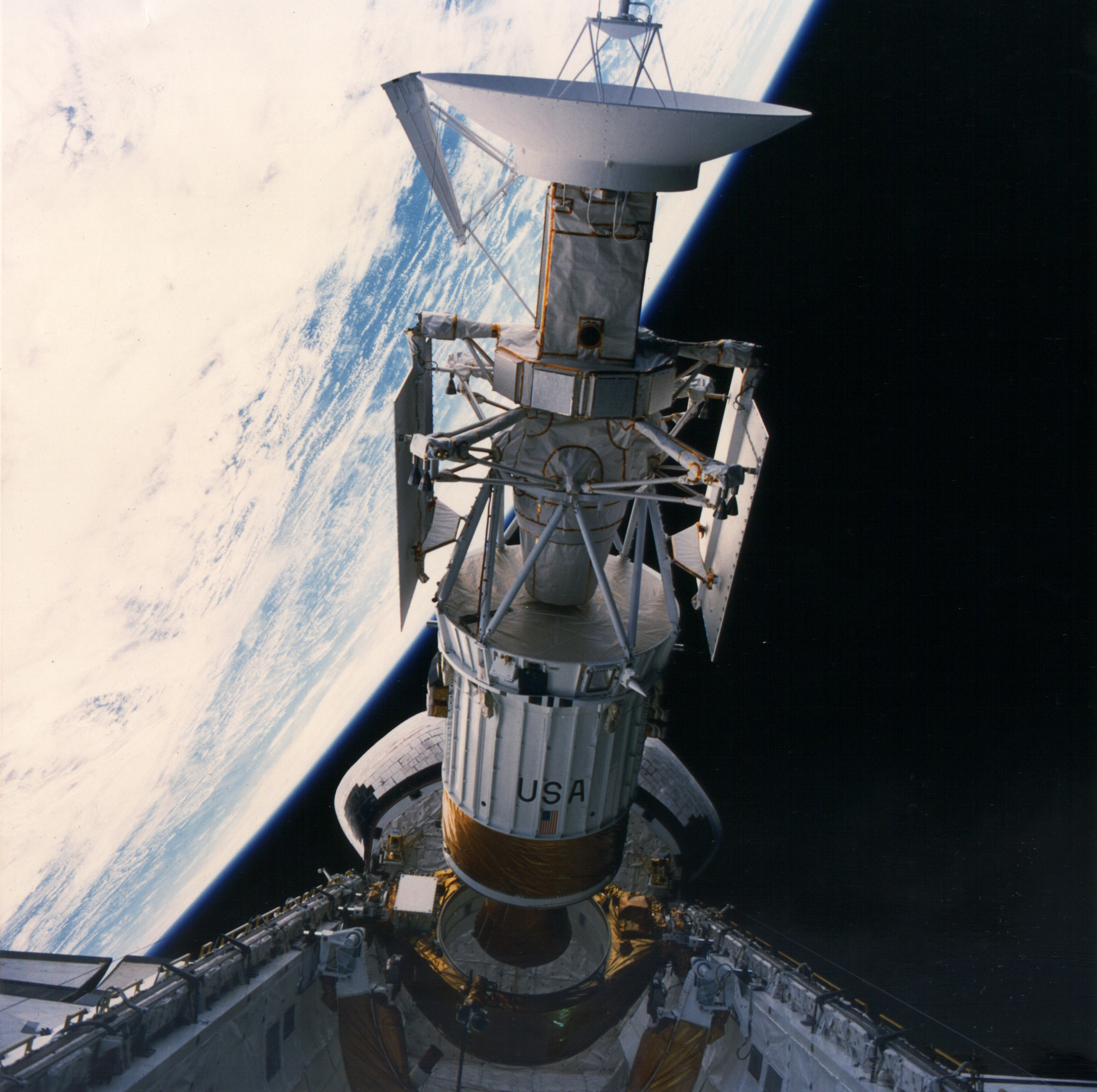
A sonda Magellan e o Space Shuttle Atlantis durante o lançamento que iria levar a sonda para Vênus

A sonda tinha como missão o levantamento cartográfico por meio de um radar instalado a bordo, durante um período de 5 anos (entre 1990 e 1994). Após o termo da missão primária, iniciou uma análise gravimétrica do planeta.
Foi lançada a partir do Space Shuttle Atlantis, no que foi pioneira. A viagem interplanetária durou um ano e meio, incluindo uma órbita solar.
Devido ao longo período de rotação de Vênus (de 243 dias), a missão optou por colocar a sonda numa órbita polar com um período de 3,25 horas. Desta forma, no final de cada órbita a sonda transmitia a informação recolhida sobre uma faixa longitudinal da superfície (entre 17 e 28 km de largura). Assim, ao final de 243 dias (cerca de 8 meses) entre Setembro de 1990 e Maio de 1991, a sonda tinha enviado informação sobre 84% da superfície venusiana, concluindo a primeira de três fases do levantamento cartográfico. Nas fases seguintes (de 8 meses cada), a sonda enviou mapas detalhados de 92% da superfície do planeta.
Numa segunda fase da missão, procurou-se identificar os níveis de atividade da superfície (atividade vulcânica, movimentos tectônicos, entre outros), comparando as observações com os mapas obtidos na primeira fase. As sucessivas passagens da sonda sobre as mesmas zonas da superfície permitiram, também, a obtenção de imagens tridimensionais que auxiliaram na construção de visualizações orográficas bastante úteis para a análise da geologia de Vênus.
Durante o quarto ciclo de 8 meses, a sonda iniciou o mapeamento do campo gravítico. Para a obtenção desta informação, a sonda passou a transmitir dados de telemetria em tempo real para a Terra, de forma a detectar acelerações causadas por anomalias gravimétricas de Vênus. Desta forma, foi construído uma mapa do campo gravítico de Vênus.
Após o termo do quarto ciclo, a sonda recebeu instruções para iniciar uma alteração na configuração da sua órbita polar, de forma a orbitar mais perto da superfície, colocando-se numa órbita mais circular com um periastro de 180 km e um apoastro de 541 km. Para a realização da alteração orbital foi utilizada, pela primeira vez, uma técnica passiva (hoje frequentemente utilizada) de redução da velocidade através do atrito atmosférico. Finda esta manobra, a sonda continuou a realização do mapeamento do campo gravítico de Vênus.
Em Abril de 1994 a sonda iniciou uma fase de experiências técnicas e científicas relacionadas com o comportamento das sondas nas altas atmosferas planetárias. Esta fase terminou com a entrada da sonda na atmosfera de Vênus e a sua consequente destruição e vaporização a 11 de Outubro de 1994.

## Sonda
A sonda, com uma estrutura semelhante às Voyager, tinha um comprimento de 4,6m e uma massa total (com propelente e na época do seu lançamento) de 3,5 t. Utilizava uma antena de alto ganho de 3,5 m colocada no topo da estrutura. A antena foi utilizada para as comunicações com a Terra e para a missão de mapeamento da superfície.
Foi construída em grande parte com materiais que sobraram das missões Voyager e Galileo, nomeadamente a antena, os propulsores, o chassis (das Voyager) e o computador principal, computador de controle da altitude e as unidades de distribuição de energia (da Galileo). A antena de médio ganho proveio da missão Mariner 9.
Para além da estrutura central e da antena de alto ganho, a sonda tinha dois painéis solares, que forneciam 1200 W de energia elétrica. Cada painel tinha 2,5 m de comprimento.

## Contribuição
Apesar de Vênus ser o planeta mais próximo da Terra, continuamos a conhecer de forma insuficiente os dinamismos internos do planeta e da sua atmosfera. Hoje, parte significativa do que conhecemos de Vênus foi obtida pela sonda Magellan na sua missão de 5 anos.
Devido à sua atmosfera opaca, Vênus mantém a sua superfície escondida da observação por telescópios terrestres. As primeiras (e únicas) imagens reais da superfície são as obtidas pelas várias missões Venera da antiga União Soviética, que realizaram pousos suaves na superfície do planeta. Em 2006 iniciou-se a missão Venus Express da ESA.